# Neunzehneck
Ein Neunzehneck, auch als Nonadekagon bezeichnet (englisch auch enneadecagon, enneakaidecagon), ist ein Polygon mit 19 Seiten und 19 Ecken. Oft ist dabei – wie im Folgenden ausschließlich beschrieben – ein ebenes, regelmäßiges Neunzehneck gemeint bei dem alle Seiten gleich lang sind und alle Eckpunkte auf einem gemeinsamen Umkreis liegen.

## Regelmäßiges Neunzehneck
Das regelmäßige Neunzehneck ist nach Carl Friedrich Gauß und Pierre-Laurent Wantzel kein konstruierbares Polygon, denn seine Seitenanzahl {\displaystyle n=19} ist kein Produkt einer Zweierpotenz mit paarweise voneinander verschiedenen Fermatschen Primzahlen.

### Größen
| Größen eines regelmäßigen Neunzehnecks | Größen eines regelmäßigen Neunzehnecks | Größen eines regelmäßigen Neunzehnecks |
| -------------------------------------- | --- | -------------------------------------- |
| Innenwinkel                            | {\displaystyle {\begin{aligned}\alpha &={\frac {n-2}{n}}\cdot 180^{\circ }={\frac {17}{19}}\cdot 180^{\circ }\\\alpha &=161{,}{\overline {052631578947368421}}^{\circ }\end{aligned}}}              | Größen des Neunzehnecks                |
| Zentriwinkel (Mittelpunktswinkel)      | {\displaystyle {\begin{aligned}\mu &={\frac {360^{\circ }}{19}}\\\mu &=18{,}{\overline {947368421052631578}}^{\circ }\end{aligned}}}                                                                | Größen des Neunzehnecks                |
| Seitenlänge                            | {\displaystyle {\begin{aligned}a&=R\cdot 2\cdot \sin \left({\frac {180^{\circ }}{19}}\right)\\a&\approx 0{,}329189\cdot R\end{aligned}}}                                                            | Größen des Neunzehnecks                |
| Umkreisradius                          | {\displaystyle {\begin{aligned}R&={\frac {a}{2\cdot \sin \left({\frac {180^{\circ }}{19}}\right)}}\\R&\approx {\frac {a}{0{,}329189}}\end{aligned}}}                                                | Größen des Neunzehnecks                |
| Inkreisradius                          | {\displaystyle {\begin{aligned}r&=R\cdot \cos \left({\frac {180^{\circ }}{19}}\right)\\r&\approx 0{,}986361\cdot R\end{aligned}}}                                                                   | Größen des Neunzehnecks                |
| Höhe                                   | {\displaystyle {\begin{aligned}h&=R+r=R\cdot \left(1+\cos \left({\frac {180^{\circ }}{19}}\right)\right)\\h&\approx 1{,}986361\cdot R\end{aligned}}}                                                | Größen des Neunzehnecks                |
| Flächeninhalt                          | {\displaystyle {\begin{aligned}A&=19\cdot R^{2}\cdot \sin \left({\frac {180^{\circ }}{19}}\right)\cdot \cos \left({\frac {180^{\circ }}{19}}\right)\\A&\approx 3{,}084645\cdot R^{2}\end{aligned}}} | Größen des Neunzehnecks                |

## Mathematische Zusammenhänge

### Innenwinkel
Der Innenwinkel {\displaystyle \alpha } wird von zwei benachbarten Seiten der Länge {\displaystyle a} eingeschlossen.
{\displaystyle \alpha ={\frac {n-2}{n}}\cdot 180^{\circ }={\frac {19-2}{19}}\cdot 180^{\circ }={\frac {17}{19}}\cdot 180^{\circ }=\left(161{\frac {1}{19}}\right)^{\circ }}

### Zentriwinkel
Der Zentriwinkel oder Mittelpunktswinkel {\displaystyle \mu } wird von zwei benachbarten Umkreisradien der Länge {\displaystyle R} eingeschlossen.
{\displaystyle \mu ={\frac {360^{\circ }}{n}}={\frac {360^{\circ }}{19}}=\left(18{\frac {18}{19}}\right)^{\circ }}

### Seitenlänge
Die Seitenlänge {\displaystyle a} errechnet sich zu
{\displaystyle a=R\cdot 2\cdot \sin \left({\frac {180^{\circ }}{19}}\right)}.

### Umkreisradius
Der Radius {\displaystyle R} des Umkreises ergibt sich durch Umformen der Formel für die Seitenlänge {\displaystyle a} zu
{\displaystyle R={\frac {a}{2}}\cdot \csc \left({\frac {180^{\circ }}{19}}\right)}.

### Inkreisradius
Der Inkreisradius {\displaystyle r} ist die Höhe eines gleichschenkligen Teildreiecks mit den beiden Schenkeln gleich dem Umkreisradius {\displaystyle R} und der Grundlinie gleich der Seitenlänge {\displaystyle a}:
{\displaystyle {\begin{aligned}r&=R\cdot \cos \left({\frac {\mu }{2}}\right)=R\cdot \cos \left({\frac {180^{\circ }}{19}}\right)\end{aligned}}}

### Höhe
Die Höhe {\displaystyle h} eines regelmäßigen Neunzehneckes ergibt sich aus der Summe von Inkreisradius {\displaystyle r} und Umkreisradius {\displaystyle R}:
{\displaystyle h=R+r=R+R\cdot \cos \left({\frac {180^{\circ }}{19}}\right)=R\cdot \left(1+\cos \left({\frac {180^{\circ }}{19}}\right)\right)}

### Flächeninhalt
Der Flächeninhalt eines Dreiecks berechnet sich allgemein zu {\displaystyle A_{\Delta }={\tfrac {1}{2}}a\cdot h_{a}}. Für die Berechnung des Neunzehnecks werden die Ergebnisse der Seitenlänge {\displaystyle a} und des Inkreisradius {\displaystyle r} herangezogen, worin {\displaystyle r} für die Höhe {\displaystyle h_{a}} eingesetzt wird:
{\displaystyle a=R\cdot 2\cdot \sin \left({\frac {180^{\circ }}{19}}\right),}
{\displaystyle h_{a}=r=R\cdot \cos \left({\frac {180^{\circ }}{19}}\right),} daraus folgt für die Fläche eines Teildreiecks
{\displaystyle A_{\Delta }={\frac {1}{2}}\cdot R\cdot 2\cdot \sin \left({\frac {180^{\circ }}{19}}\right)\cdot R\cdot \cos \left({\frac {180^{\circ }}{19}}\right),} zusammengefasst ergibt sich
{\displaystyle A_{\Delta }=R^{2}\cdot \sin \left({\frac {180^{\circ }}{19}}\right)\cdot \cos \left({\frac {180^{\circ }}{19}}\right)} und für die Fläche des ganzen Neunzehnecks
{\displaystyle A=19\cdot A_{\Delta }=19\cdot R^{2}\cdot \sin \left({\frac {180^{\circ }}{19}}\right)\cdot \cos \left({\frac {180^{\circ }}{19}}\right).}

## Geometrische Konstruktionen
Ein regelmäßiges Neunzehneck ist nicht mit Zirkel und Lineal konstruierbar. Verwendet man jedoch ein zusätzliches Hilfsmittel wie z. B. den Tomahawk zur exakten Dreiteilung (Trisektion) eines Winkels oder ein spezielles Kurvenlineal mit der Kurvenform der archimedischen Spirale bzw. der Quadratrix des Hippias für die Teilung des 90-Grad-Winkels in {\displaystyle n} gleich große Winkelweiten, ist eine exakte Lösung machbar.
Um den Tomahawk für die Bestimmung des Zentriwinkels nutzen zu können, bedarf es dafür zuerst einer evtl. komplizierten Konstruktion mindestens einer geeigneten Winkelweite, wie im Beispiel Dreizehneck von Andrew M. Gleason zu sehen ist.
Dagegen bietet sowohl die archimedische Spirale als auch die Quadratrix des Hippias einen einfachen und kurzen Weg – er führt über die Teilung einer Strecke in {\displaystyle n} gleich lange Teile und die anschließende Projektion von vier dieser Teile in die gewählte Kurve − zum Auffinden des gesuchten Zentriwinkels.

### Quadratrix des Hippias als zusätzliches Hilfsmittel

Bild 1:
Regelmäßiges Neunzehneck mit vorgegebenem Umkreis als exakte Konstruktion mit der Quadratrix des Hippias als zusätzlichem Hilfsmittel

Die Konstruktion (Bild 1) ist nahezu gleich der des Elfecks.
Nach dem Zeichnen des Quadrates z. B. mit der Seitenlänge {\displaystyle 1} und der Konstruktion der speziellen Kurve, der sogenannten Quadratrix des Hippias, mit der Parameterdarstellung {\displaystyle \gamma \colon (-\pi ,\pi )\to \mathbb {R} ^{2}}:
{\displaystyle \gamma (t)={\begin{pmatrix}x(t)\\y(t)\end{pmatrix}}={\begin{pmatrix}t\cot \left({\frac {\pi }{2}}t\right)\\t\end{pmatrix}},\quad 0\leq t\leq 1}
wird die Strecke {\displaystyle {\overline {CO}}} in neunzehn gleich lange Abschnitte mithilfe der Streckenteilung geteilt. Aus Gründen der Übersichtlichkeit sind in der Zeichnung nur die relevanten Punkte dargestellt.
Der Zentriwinkel des Neunzehnecks ergibt sich aus {\displaystyle \mu ={\tfrac {360^{\circ }}{19}},} aber die Quadratrix des Hippias unterteilt nur die Winkel ab {\displaystyle >0^{\circ }} bis {\displaystyle \leq 90^{\circ }} in gleich große Winkel. Daraus folgt, ein Neunzehntel der Strecke {\displaystyle {\overline {CO}}} kann nur ein Neunzehntel des Winkels {\displaystyle 90^{\circ }} erzielen. Deshalb wird wegen der Berechnung des Zentriwinkels {\displaystyle \mu } aus dem Umkreis mit seinen {\displaystyle 360^{\circ }} das Vierfache eines Neunzehntels, d. h. der Teilungspunkt {\displaystyle 4'} der Strecke {\displaystyle {\overline {CO}},} zur Konstruktion des Zentriwinkels {\displaystyle \mu } genutzt. Dieser entsteht nach der Konstruktion einer Parallelen zu {\displaystyle {\overline {A_{1}O}}} ab {\displaystyle 4'} bis zur Kurve der Quadratrix, dabei ergibt sich der Punkt {\displaystyle D}. Nun zieht man eine Halbgerade ab dem Winkelscheitel {\displaystyle O} durch {\displaystyle D} bis zum Umkreis.
Somit ergibt sich der Zentriwinkel {\displaystyle \mu } und auf dem Umkreis der zweite Eckpunkt {\displaystyle A_{2}}. Die Länge der Strecke {\displaystyle {\overline {A_{1}A_{2}}}} ist die exakte Seitenlänge {\displaystyle a} des regelmäßigen Neunzehnecks.

### Näherungskonstruktion

Bild 3: Neunzehneck, Variante der Näherungskonstruktion mit einer universellen Methode, siehe ⇒ Animation

Bild 2: Neunzehneck, Näherungskonstruktion mit einer universellen Methode

Bild 2 zeigt ein Neunzehneck in seinem Umkreis, erstellt mit einer universellen Methode.
Zuerst wird der Durchmesser {\displaystyle {\overline {AB}}} in {\displaystyle 19} gleich lange Teile mithilfe des Strahlensatzes geteilt (in der Zeichnung nicht dargestellt) oder mittels Aneinanderreihen von {\displaystyle 19} gleich langen Abständen bestimmt. Nun werden entweder die geraden oder die ungeraden Zahlen (Teilungspunkte) auf dem Durchmesser {\displaystyle {\overline {AB}}} markiert. In diesem Beispiel sind die geraden Zahlen {\displaystyle 2,4,6,8,10,12,14,16} und {\displaystyle 18} eingetragen. Die anschließende Halbierung von {\displaystyle {\overline {AB}}} erfolgt mithilfe der zwei Kreisbögen um {\displaystyle A} bzw. {\displaystyle B} mit dem Radius {\displaystyle {\overline {AB}}}. Die Kreisbögen schneiden sich in den Punkten {\displaystyle C} und {\displaystyle D.} Durch deren Verbindung erhält man den Mittelpunkt {\displaystyle O} und die Mittelachse {\displaystyle CD}.
Nach dem Einzeichnen des Umkreises um {\displaystyle O} durch {\displaystyle A} geht es weiter mit dem Festlegen der Eckpunkte auf dem Umkreis. Das Lineal wird an den Punkt {\displaystyle C} und an die gerade Zahl {\displaystyle 2} gelegt. Danach am Lineal entlang eine kurze Linie durch die gegenüberliegende Hälfte der Umkreislinie gezogen, ergibt den Eckpunkt {\displaystyle E_{1}} des entstehenden Neunzehnecks. Diese Vorgehensweise wiederholt sich beim Bestimmen der Eckpunkte {\displaystyle E_{2},\dotsc ,E_{9}.} Sie wird fortgesetzt, jetzt ausgehend vom Punkt {\displaystyle D,} bis die restlichen Eckpunkte {\displaystyle E_{10},\dotsc ,E_{18}} gefunden sind. Abschließend werden die benachbarten Eckpunkte miteinander verbunden.
Das Besondere an dieser Methode ist, neun Seiten des Neunzehnecks haben paarweise die gleiche Länge, z. B. die Seiten {\displaystyle {\overline {E_{1}E_{2}}}} und {\displaystyle {\overline {E_{17}E_{18}}}}. Die Seite {\displaystyle {\overline {E_{9}E_{10}}}} hat eine von den anderen unterschiedliche Länge.
Größter, zweitkleinster und kleinster absoluter Fehler der Seitenlängen des Neunzehnecks bei einem Umkreisradius mit {\displaystyle R=1\;\mathrm {m} }:
{\displaystyle \approx 19{,}2\;\mathrm {mm} } bei {\displaystyle {\overline {E_{9}E_{10}}}}
{\displaystyle \approx -1{,}25\;\mathrm {mm} } bei {\displaystyle {\overline {E_{3}E_{4}}}} und {\displaystyle {\overline {E_{15}E_{16}}}}
{\displaystyle \approx 1{,}11\;\mathrm {mm} } bei {\displaystyle {\overline {E_{4}E_{5}}}} und {\displaystyle {\overline {E_{14}E_{15}}}}
Sieht man sich die beiden betragsmäßig kleinsten absoluten Fehler der benachbarten Seiten an, folgt daraus, beide sind nahezu gleich von einer idealen Mitte {\displaystyle 0\;\mathrm {mm} } entfernt. Dies bedeutet: Konstruiert man als Näherung (siehe Bild 3) nur die Strecken {\displaystyle {\overline {E_{3}E_{4}}}} (wird {\displaystyle {\overline {FG}}} hellbraun) sowie {\displaystyle {\overline {E_{4}E_{5}}}} (wird {\displaystyle {\overline {GH}}} hellblau) und bestimmt anschließend das arithmetische Mittel der beiden Strecken, ergibt dies eine Seitenlänge {\displaystyle a} des Neunzehnecks mit einer Abweichung von rund
{\displaystyle {\frac {1}{2}}\cdot \left(-1{,}25\;\mathrm {mm} +1{,}11\;\mathrm {mm} \right)=-0{,}07\;\mathrm {mm} }.
Oder anders gesagt, bei einem Umkreisradius {\displaystyle R=100\;\mathrm {m} } beträgt die Abweichung der konstruierten ersten Seite {\displaystyle \approx 7\;\mathrm {mm} }.

## Vorkommen

### Erlöserkirche in Ani
Die Kirche befindet sich im Osten des Ortes Ani, der Hauptstadt des ehemaligen Königreichs Armenien, im äußersten Osten der heutigen Türkei in der Provinz Kars an der Grenze zu Armenien.
Auf der Website VirtualANI.org ist die Architektur der Kirche so beschrieben (freie Übersetzung):

„Die Architektur
Die Kirche ist ungefähr kreisförmig, wobei die untere Hälfte des Äußeren in ein 19-seitiges Polygon unterteilt ist. Die sehr große (und sehr breite) Trommel [obere Hälfte] ist unüblicherweise nicht in ein Polygon unterteilt, sondern ist ein perfekter Kreis. Sie ist von 12 schmalen Fenstern durchbrochen und innen mit einer halbkreisförmigen Kuppel versehen. Die Kirche hat nur einen einzigen Eingang, in der Südfassade, durch eine monumentale rechteckige Tür, die mit einem Architrav von pseudoantiken Schnitzereien gekrönt ist. Der Innenraum hatte acht Apsiden, wobei die Altarapsis viel größer als die anderen war. Auf beiden Seiten der Altarapsis befanden sich winzige Kapellen, die in die Wanddicke eingearbeitet waren. Diese Kapellen und die vergrößerte Apsis schwächten wahrscheinlich die Struktur in solcher Weise, dass hier ein Schaden entstand, der schließlich zum Zusammenbruch der Kirche führte.“

## Regelmäßige überschlagene Neunzehnecke
Ein regelmäßiges überschlagenes Neunzehneck ergibt sich, wenn beim Verbinden der neunzehn Eckpunkte jedes Mal mindestens einer übersprungen wird und die somit erzeugten Sehnen gleich lang sind. Notiert werden solche regelmäßigen Sterne mit Schläfli-Symbolen {\displaystyle \left\{n/k\right\}}, wobei {\displaystyle n} die Anzahl der Eckpunkte angibt und jeder {\displaystyle k}-te Punkt verbunden wird.
In der folgenden Galerie sind die acht möglichen regelmäßigen Neunzehnstrahlsterne, auch Enneadekagramme genannt, dargestellt.

Regelmäßige Neunzehnstrahlsterne

- {\displaystyle \left\{19/2\right\}{,}\ \left\{19/17\right\}}
- {\displaystyle \left\{19/3\right\}{,}\ \left\{19/16\right\}}
- {\displaystyle \left\{19/4\right\}{,}\ \left\{19/15\right\}}
- {\displaystyle \left\{19/5\right\}{,}\ \left\{19/14\right\}}

- {\displaystyle \left\{19/6\right\}{,}\ \left\{19/13\right\}}
- {\displaystyle \left\{19/7\right\}{,}\ \left\{19/12\right\}}
- {\displaystyle \left\{19/8\right\}{,}\ \left\{19/11\right\}}
- {\displaystyle \left\{19/9\right\}{,}\ \left\{19/10\right\}}